# Warzonata
Warzonata è un singolo dello streamer italiano Zano e del rapper e DJ producer italiano Thasup, pubblicato il 16 gennaio 2021.

## Tracce
1. Warzonata – 2:20